# Стратон (Колорадо)
Стратон (енгл. Stratton) град је у америчкој савезној држави Колорадо.

## Демографија
По попису из 2010. године број становника је 658, што је 11 (-1,6%) становника мање него 2000. године.
| Група             | 2000.       | 2010.       |
| Белци             | 638 (95,4%) | 595 (90,4%) |
| Афроамериканци    | 0 (0,0%)    | 2 (0,3%)    |
| Азијати           | 1 (0,1%)    | 8 (1,2%)    |
| Хиспаноамериканци | 24 (3,6%)   | 50 (7,6%)   |
| Укупно            | 669         | 658         |